# Gerald Robinson (basket-ball, 1984)
Ne doit pas être confondu avec Gerald Robinson, joueur de basket-ball né en 1989.
Pour les articles homonymes, voir Gerald Robinson et Robinson.
Gerald Jeffrey Robinson, né le 15 septembre 1984 à Memphis, Tennessee, est un joueur américano-néerlandais de basket-ball. Il évolue au poste d'ailier fort.

## Clubs successifs
- 2008-2009 :
  -  Oviedo CB (en)
  -  Cantabria Baloncesto (en)
  -  Plymouth Raiders
- 2009-2010 :  USC Freiburg
- 2010-2011 :  Haukar
- 2011-2012 :  Landstede Basketbal (en)
- 2012-2013 :
  -  Apóllon Limassol BC
  -  Stepco BSW (en)
- 2013-2014 :
  -  Cheshire Phoenix
  -  Haukar
- 2014-2015 :  Plymouth Raiders
- 2015-2016 :  Apollo Amsterdam (en)

## Statistiques

### Universitaires
Les statistiques en matchs universitaires de Gerald Robinson sont les suivantes :
| Saison    | Équipe                | Matchs | Titul. | Min./m | % Tir | % 3pts | % LF | Rbds/m. | Pass/m. | Int/m. | Ctr/m. | Pts/m. |
| --------- | --------------------- | ------ | ------ | ------ | ----- | ------ | ---- | ------- | ------- | ------ | ------ | ------ |
| 2004-2005 | Aiken Tech            |        |        |        |       |        |      |         |         |        |        |        |
| 2005-2006 | Aiken Tech            |        |        |        |       |        |      |         |         |        |        |        |
| 2006-2007 | Tennessee-Martin (en) | 31     | 18     | 24,4   | 42,3  | 35,9   | 63,0 | 6,10    | 0,71    | 0,94   | 0,32   | 12,94  |
| 2007-2008 | Tennessee-Martin      | 28     | 27     | 28,3   | 40,7  | 30,3   | 64,0 | 7,93    | 0,50    | 1,11   | 0,50   | 14,00  |
| Total     |                       | 59     | 45     | 26,3   | 41,5  | 33,0   | 63,5 | 6,97    | 0,61    | 1,02   | 0,41   | 13,44  |

## Palmarès
- 2007 OVC All-Newcomer Team
- 2008 All-OVC 2nd Team
- 2008 OVC Tournament Semifinal